# Heart by Heart
«Heart by Heart» — песня американского певца Джо Джонаса, изданная 25 апреля 2025 года года в качестве третьего сингла с его второго студийного альбома Music for People Who Believe in Love. Соавтором песни стал шотландский автор-исполнитель Льюис Капальди. Видеоклип к песне вышел 15 мая 2025 года.

## Информация о песне
Согласно Rolling Stone, в этой песне Джонас «размышляет о потерянной любви на мерцающем фоне акустической гитары и клавишных».
Впервые о выходе «Heart by Heart» в качестве сингла Джо Джонас сообщил 16 апреля 2025 года во время встречи с поклонниками в Майами. Сингл вышел 25 апреля 2025 года. Авторами песни стали Льюис Капальди, Оскар Холтер, Саван Котеча и Макс Грэн .
24 апреля 2025 года Джо Джонас выступилс песней «Heart by Heart» в баре Bleecker Street Bar, расположенном в Нижнем Манхэттене. Выступление было снято в рамках партнёрской рекламной кампании с Heineken. Певец также выпустил видеозапись живого выступления с этой песней, снятую одним дублем в Лос-Анджелесе на студии Vevo.
Видеоклип к песне, снятый режиссёром Энтони Мэндлером в Нью-Йорке, вышел 15 мая 2025 года.

## Позиции в чартах
| Чарт (2025)                                  | Наивысшая позиция |
| -------------------------------------------- | ----------------- |
| Коста-Рика Costa Rica Anglo (Monitor Latino) | 17                |
| Панама Panama Anglo Airplay (Monitor Latino) | 13                |
| США (Billboard Adult Pop Airplay)            | 35                |

## Хронология релиза
| Страна | Дата           | Формат                        | Лейбл    | Ссылка |
| ------ | -------------- | ----------------------------- | -------- | ------ |
| Мир    | 25 апреля 2025 | цифровая дистрибуция стриминг | Republic | [ 10 ] |